# Wer bist du?
Wer bist du? è il secondo album in studio del gruppo musicale industrial metal tedesco Megaherz, pubblicato nel 1997.

## Tracce
1. Gott sein – 4:15
2. Wer bist du? – 3:07
3. Schlag' Zurück – 4:01
4. Das leben – 3:59
5. Finsternis – 1:19
6. Licht – 3:51
7. Negativ – 3:44
8. Kopf durch die wand – 4:31
9. Müde – 4:39
10. Krone der schöpfung – 4:05
11. Tanzen geh'n – 3:23
12. Gedanken – 3:59
13. Hänschenklein '97 – 2:52
14. Wer bist du? (Remix) – 4:31